# NGC 1956
NGC 1956 je galaksija u zviježđu Stolu.

## Vanjske poveznice
- SEDS: NGC 1956